# 데이비드 램버트
데이비드 램버트(David Lambert, 1992년 11월 29일 ~ )는 미국의 배우이다.

## 출연 작품

### 영화
- 라이프가드 (2013, The Lifeguard)

### 텔레비전
- Pretty/Handsome (2008) - 파일럿
- 아론 스톤 (2009-10)
- 포스터 가족 (2013-18)